# Markt Indersdorf
Markt Indersdorf là một đô thị ở huyện Dachau bang Bayern nước Đức. Đô thị Markt Indersdorf có diện tích 68,6 km², dân số thời điểm ngày 31 tháng 12 năm 2006 là 9197 người.